# Emil Cioran
Emil Cioran (8. dubna 1911 – 20. června 1995) byl rumunsko-francouzský filozof.

## Život
Vystudoval filozofii na univerzitě v Bukurešti. Na studiích potkal své celoživotní přátele a souputníky: budoucího dramatika Eugène Ionesca, budoucího religionistu Mirceu Eliadeho a budoucího filozofa Constantina Noicu. Všichni se na studiích přiklonili k určité verzi fašismu.
Roku 1933 Cioran odjel do Berlína, jednak vyučovat na místní univerzitu, ale i proto, že byl naplněn obdivem k Adolfu Hitlerovi. Podporoval všechny násilnosti hitlerovského režimu, noc dlouhých nožů komentoval například slovy „lidskost nic neztratí, když pár imbecilů přijde o život“. V Rumunsku podporoval fašistické hnutí Železná garda. Roku 1934 vydal v Rumunsku svou první knihu Pe culmile disperării, která zaznamenala velký úspěch. Rumunské politické dění ovlivnila zejména jeho třetí kniha Přeměna Rumunska (Schimbarea la față a României) z roku 1936 (zároveň rok, kdy se do Rumunska nakrátko vrátil), kde vyjadřoval své sympatie k totalitárním praktikám a silný antisemitismus (tyto pasáže z druhého vydání roku 1990 vypustil). V knize též odmítal urbanizaci a industrializaci jakožto obsese moderního člověka. Roku 1937 odjel do Paříže, do Rumunska se nakrátko vrátil v letech 1940–1941, kdy silně podpořil fašistický režim Železné gardy, která mezitím převzala moc. Toto jeho angažmá ve prospěch nacionalismu a fašismu nebylo na Západě dlouho známé, a když se o něm začalo hovořit, Cioran ho omlouval tím, že propadl kolektivním emocím, že „byl nesen na vlně“.
Roku 1941 se vrátil do Francie a spojil s ní zbytek života. Roku 1949 vydal svou první knihu ve francouzštině Précis de décomposition, kterou začala naplno jeho francouzská kariéra (byť nikdy nepožádal o francouzské občanství). V této éře se spřátelil Paulem Celanem, Samuelem Beckettem, Gabrielem Marcelem či Henri Michauxem. I ve francouzských pracích zůstal věrný linii z prvních děl (ovšem bez vyústění do fašismu): pocitu tragičnosti, utrpení, cizoty, absurdity, nudy, pesimismu, marnosti, nihilismu, úpadku civilizace, úvahám o sebevraždě jako jediné možné reflexi lidského údělu. Jeho dílo bylo někdy označováno za dekadentní a misantropické. Saint-John Perse Ciorana nicméně označil za největšího francouzského spisovatele od Paula Valéryho.